# シトロエン・トラクシオン・アバン

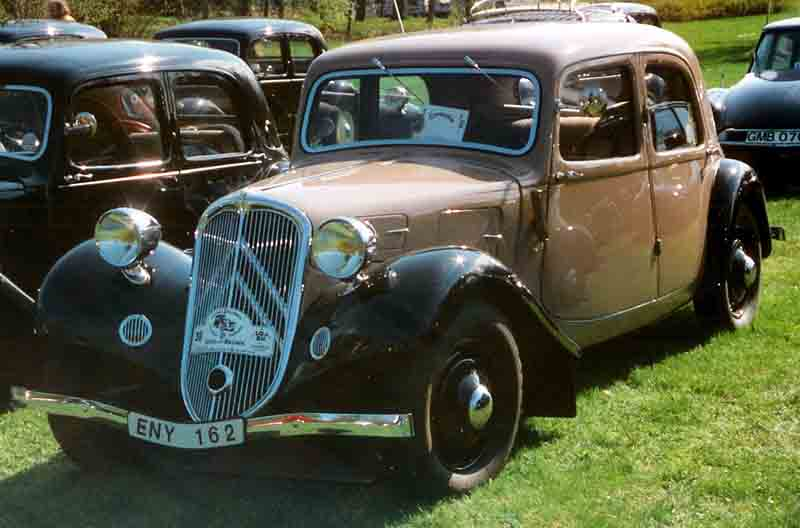
トラクシオン・アバン戦前型
7CV ベルリーヌ レジェ（1934年）

トラクシオン・アバンまたはトラクシオン・アヴァン（Traction avant ）は、フランスの自動車メーカーシトロエンが1934年から1957年まで製造していた前輪駆動の乗用車およびその派生シリーズを指す通称である。

## 概要
世界でも極めて早い時期に、前輪駆動とモノコック構造を採用した自動車の先駆の一つである。
軽量かつ低重心で操縦性に優れ、かつ室内も広いという理想的な乗用車であった。その性能は1930年代-1940年代においては極めて高い水準にあり、万人に好まれ、広く知られた製品となった。
Traction avantとは、元々フランス語で「前輪駆動」を意味する言葉であるが、このシトロエン最初の前輪駆動車があまりに有名になったために、これを指す固有名詞として通用するまでになった。これ以後シトロエンは生産モデルのほとんどが前輪駆動車という、1960年代以前においては極めて希有な自動車メーカーとなった。
1999年には、全世界の自動車雑誌編集者等によって選出された「カー・オブ・ザ・センチュリー」（Car of the Century ）の自動車100選に入選し、うち特に傑出したとされる25台にも含まれた。

### 基本構造

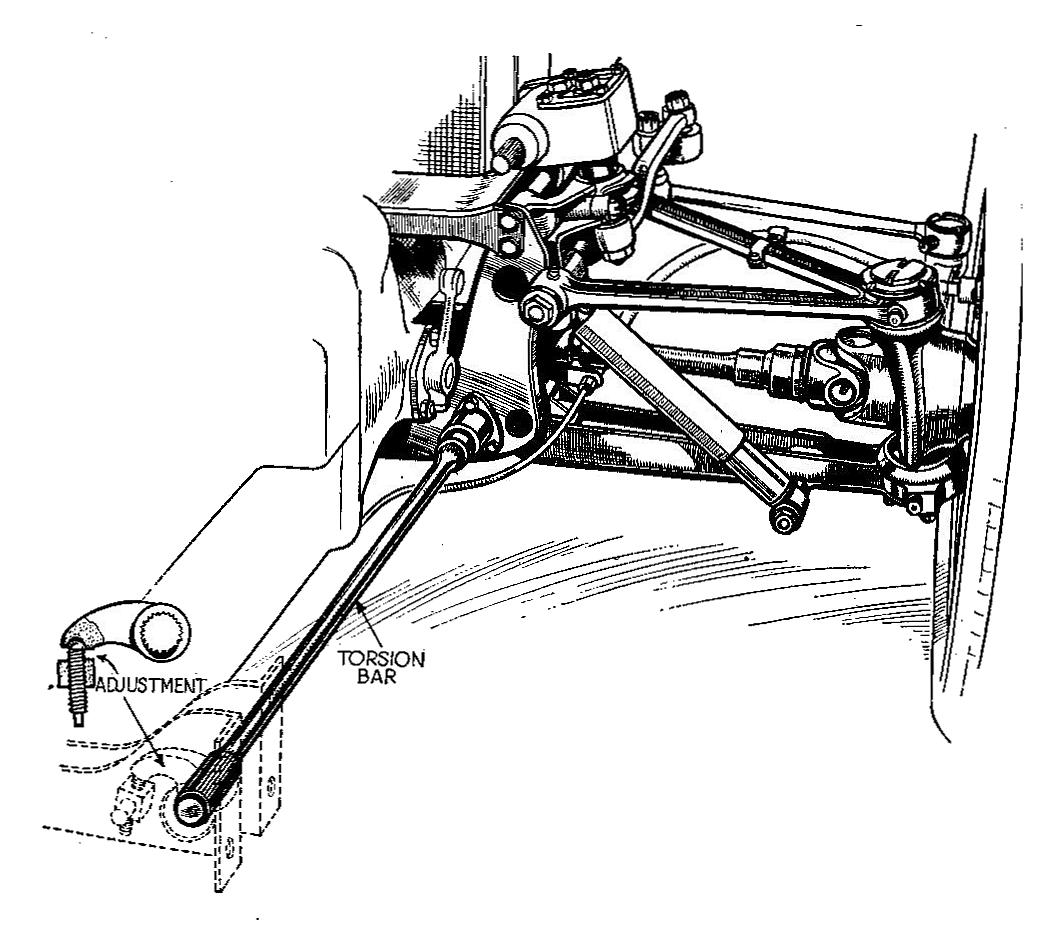
右前輪足回り。後方に向かって伸びる縦置きトーションバーをメインスプリングとするコンパクトな構造である

大まかには前輪およびエンジンを含むフロントのパワートレインユニットと、後輪を含むボディに2分割される。フロントユニットとボディ部分は僅かなボルトで接続されるだけで十分な一体性を保つことができた。
前輪は縦置きトーションバーで支持されたダブルウィッシュボーン式の独立懸架で、この両輪間に乗り出すように、ギアボックスと差動装置が一体のトランスアクスルが配置され、その後方に水冷エンジンが接続される。ラジエーターは前方配置である。動力はトランスアクスルから不等速なカルダンジョイントで前輪に伝えられる。前輪からスカットル部分に至るまでが一体構造のユニットとなっており、動力システムはほぼこの部分で完結している。

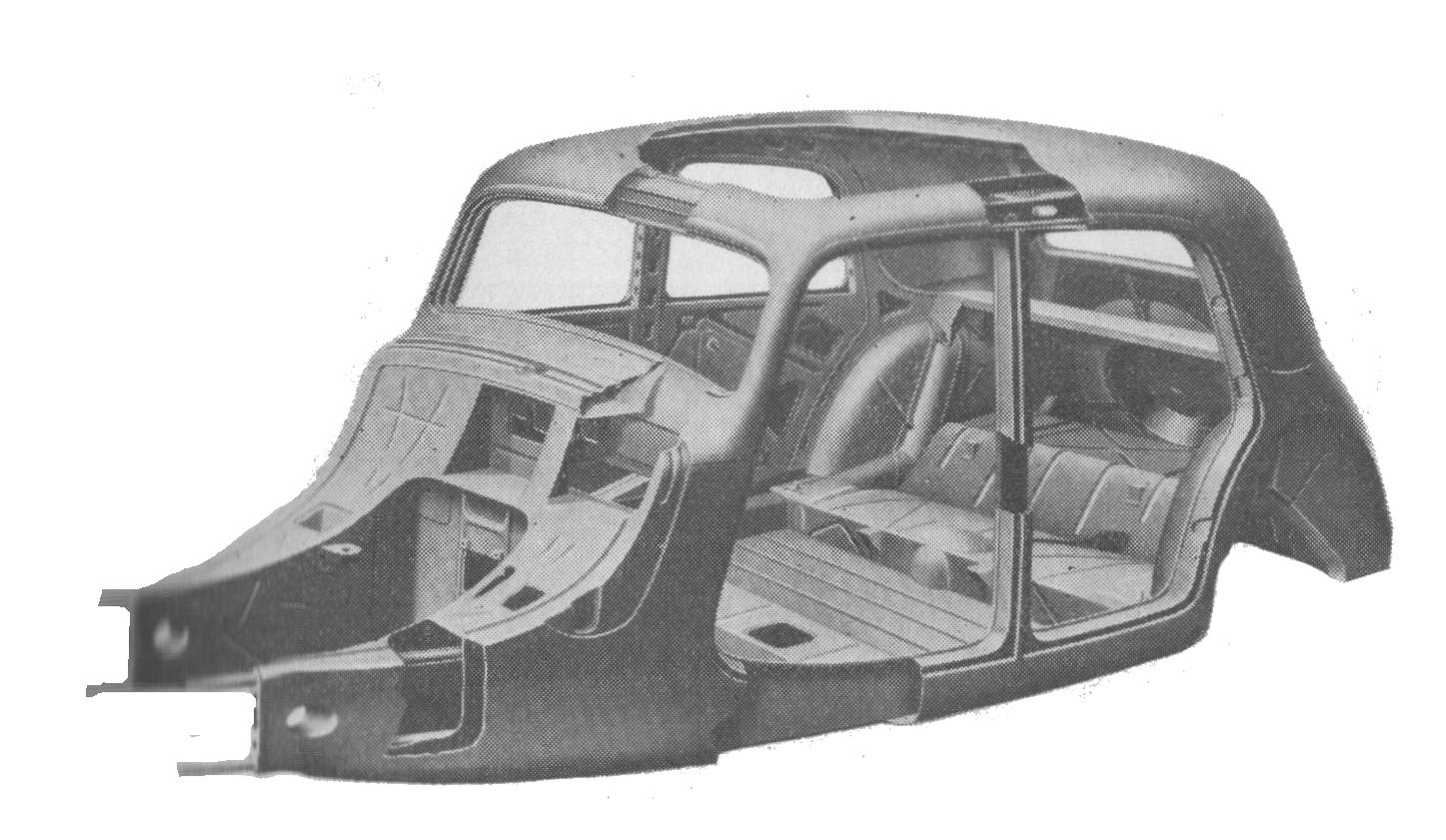
モノコック構造

ボディ部分は全鋼製のモノコック構造で、フロアパネルを頑強に構築し、軽量性と耐久性を両立させている。プロペラシャフトを持たない前輪駆動車のため、床面は低く平らで、低重心である。リアサスペンションは横置きトーションバーとトレーリングアーム支持による固定軸であるが、後年のトーションビーム式サスペンションに類似した半独立型とも言うべき機能があり、コンパクトな設計となっている。またボディ構造上、ホイールベースの伸縮設計が容易で、小型の「レジェ」から中間クラスの「ノルマル」、ロングホイールベースで3列シート配置の大収容力を備える「ファミリアール」とその商用版など、多彩なバリエーションを産んでいる。
シフトレバーの取り回しは、トランスアクスルから立ちあがったロッドに、エンジン上を通したロッドを接続し、ダッシュボード中央から突き出させたノブに繋いだ一種のインパネシフトである。ブレーキはこれ以前からすでにシトロエンの標準仕様になっていたロッキード式4輪油圧ブレーキで、各輪のドラムブレーキを制動する。
これらの構成により、1934年の開発時点では世界的に見ても極めて優れた直進安定性と低重心を兼ね備え、しかも広大な車内スペースを備えた軽量中型セダンとなっていた。ステアリング操作の重さと回転半径の大きさ、操舵時にジョイントに起因する特有の振動が起こること、そしてジョイントそのものの寿命が長くないことが、初期前輪駆動車故の数少ない欠点であった。
根元的成功の一因として、それ以前の前輪駆動車では前輪荷重が不足気味であったために駆動力を損ないがちであったのを、前輪に極力荷重をかけることで十分な駆動力を持たせるようにした点が挙げられる（それでも6気筒の15CV-sixでは前輪荷重が相対的に不足していた）。
駆動装置の部分的な欠点はあったにせよ、トータルではこのシリーズは非常な成功作となり、前輪駆動の大いなる可能性を世に示唆したのである。

### 生産過程
フランス本国のジャベル工場およびベルギー・ブリュッセル近郊のフォレ工場で通常型の左ハンドル車が、イギリスの進出先であるスラウ工場で英国市場向けを主とした右ハンドル車がそれぞれ製造された。スラウ製モデルは関税回避のためパーツの51%以上を英国製で賄っており、電装はルーカスを採用、コノリーレザーのシートやウォールナット材のダッシュボード、クロームメッキグリルなど英国調の内外装に変更されている。ほかに左ハンドルモデルの組み立ては、デンマークのコペンハーゲン、ドイツのケルンで実施されたが、ブリュッセル・スラウに比して少数台数に留まる。
トラクシオン・アバンのシリーズには4気筒の中型乗用車として「7CV」「11CV」が、また6気筒の大型乗用車として「15CV」が存在したが、7CVは戦前に生産されたのみで、全期間を通じた主力は1.9Lエンジンを搭載した11CVであり、その上位モデルとして1938年以降2.9L級の15CVが生産された。他にV型8気筒搭載の大型車「22CV」も計画されたが、戦前の試作のみで終わっている。
英国での呼称は Front-Wheel-Drive で、車名も英国流のRAC課税馬力となった。7CVは「12HP」であり、11CVは「15HP」である。フランス語によるボディ長短仕様は英訳され、レジェはlight、ノルマルはbigと呼んだので、15HPはサイズにより「light15」「big15」ということになる。15CVは15HPの上級版として「15/6」「Big Six」と呼称された。北欧ではB11とB15と呼ばれた。
なお戦前の時点では、さしものシトロエンでも前輪駆動モデルに生産集中するには技術・市場ニーズ両面で時期尚早であり、1932年発売で市場の好評を得ていた後輪駆動モデル「プティ・ロザリー」系（Citroën Rosalie）「8」（8CV級・1,452cc）・「10」（10CV級・1,767cc）が、トラクシオン・アバン発売後も並行生産された。プティ・ロザリー系各車は中途でトラクシオン・アバンのトーションバー式前輪独立懸架やOHVエンジン、流線形グリルデザイン等を導入しながら、1941年まで併売された。ほとんどすべてのシトロエン製乗用車は、第二次世界大戦勃発後、1940年にドイツのフランス侵攻でフランスが敗戦してほどなく生産停止されており、1941年のトラクシオン・アバン生産台数は2000台あまりに留まった。
フランス解放と第二次大戦終戦に伴い、フランス本国では1945年に11CVレジェの生産を再開、以後15CVや各種派生バージョンも復活したが、復興期の社会情勢を反映して黒一色をメインとする長短の通常乗用モデルおよび商用モデルのみが生産され、戦前のようなクーペやコンバーチブルは復活しなかった（戦後のインフレで1945年の価格は1940年の4倍以上となり、また1946年5月までタイヤ供給が不足したため、タイヤは別売りとなっていた）。フランス政府は終戦後、復興傾斜で高級車の製造を厳しく制限したため、フランスでは許容上限ぎりぎりの大排気量量産車であった15CVがそれら高級車に代わる存在として重用され、フルワイズ型の特装ボディを持ったフランス大統領専用車も作られている。
1940年代末期以降は独立したフェンダーを持つスタイリングなどが明らかな時代遅れになっていたものの、後継モデルとなるシトロエン・DSの開発が遅れており、1950年代に入ってもトラクシオン・アバンは生産続行された。1952年にはトランク部分の増大など需要に応じたマイナーチェンジが行われている。
イギリスの自動車雑誌『The Motor』は1951年に戦後型11CVのスラウ製モデル「Light15」の性能をテスト、最高速度72.6 mph（116.8 km/h）、0-60 mph(97km/h)加速29.7秒、1ガロンあたり25.2マイル（11.2 L / 100 km）の燃費を記録した。また同誌は1954年に6気筒の15CV系もテストしたが、最高速度81.1 mph（130.5 km/h）、0-60 mph(97km/h)加速21.2秒、1ガロンあたり18.6マイル（15.2 L / 100 km）の燃費を記録している。いずれも、同時代の戦後開発同クラス車を凌駕と行かないまでも十分に比肩しうる水準で、外見は旧式化しても元々の進歩的設計によって市場競争力を残していたことがうかがえ、DS/ID系の市場投入までのつなぎ役は十分に果たされた。
15CVは後継車となるシトロエン・DSが発売された1955年、11CVはDS廉価版のIDが発売された1957年まで生産された。これらトラクシオン・アバンシリーズは、第二次世界大戦中の生産中断期間を含む23年間に、合計で約75万9，111台が製造された。パリ・ジャベル工場製が70万台以上で多数を占めるが、他に英スラウ組立車約26,400台、ブリュッセル組立車31,750台、ケルン組立車1,823台、コペンハーゲン組立車550台がある。

## 歴史
シトロエン創業者のアンドレ・シトロエンは、無謀とも言えるほどに先進技術の導入に積極的な人物であった。彼が1931年に訪米した際、以前より「全鋼製ボディ」生産で技術導入していたアメリカのボディメーカー・バッドで同社が試作した前輪駆動のプロトタイプを実見し、トラクシオン・アバンの前段階となる新コンセプトのモデルを開発・生産することを決意したものといわれる。
前輪駆動車の開発がスタートしてほどなく、シトロエンに入社した元航空技術者のアンドレ・ルフェーブルがアンドレ・シトロエンの意を受けて主任設計者となり、わずか2年足らずの短期間で突貫開発された。
この世界でも最初期の大量生産前輪駆動車は、すべてが全く新しく設計されたもので、当時の広告には「前輪駆動、フレームのないモノコック構造、トーションバー・スプリング、空力ボディー、邪魔するものがない床面、顕著な操縦安定性」と記されていた。列記された高度なメカニズムが、「顕著な操縦安定性」と高い居住性を確保することに役立った。
当初、前衛的な技術者のサンソー・デ・ラヴォー（Dimitri Sensaud de Lavaud 、1882-1947年）が提案してきた流体継手利用のセミオートマチックトランスミッションを採用する予定であったが、エンジン・パワー不足と、ギヤボックスに使用されていたオイルの品質不良から実現できなかった（デ・ラヴォー式の変速機は流体継手への依存度が高い複雑なシステムで一般的な自動車向けでなく、他社での試作例でも実用化に至っていない）。この変速機の改良は1933年9月まで試みられたが、最終的には開発遅延の原因となりかねず、一般的なマニュアル・トランスミッションを採用せざるを得なかった。このマニュアル・トランスミッションは、当時最新のシンクロメッシュ機構を採用している。
トラクシオン・アバン生産のためにジャベル工場は全く新しく作り直されたが、このための膨大な投資にも拘らず、新工場完成披露パーティーは1933年10月に、内外より6500人の客を招待して盛大に行われた。新型車は未完成車であったにも拘らず「2トーン・カラー」で内外装を違えた高級モデルまで展示された。アンドレ・シトロエンの派手好きな性格が現れているエピソードである。
これらの行動はあまりにも無謀であり、工場の大改造までも伴った膨大な開発費に圧迫されて、1934年にシトロエンは最初の倒産の危機に瀕した。アンドレ・シトロエンはその責を負って、シトロエンをミシュランに委ね、経営者の地位から退かざるを得なくなった。破滅は、翌1935年に彼自身が病死する遠因になったとも言われている。

## 車種とその変遷
最初のモデルである4気筒1,303ccの「シトロエン7CV」は1934年5月に発表され、同年に4気筒1,911ccの「シトロエン11CV」が、また1938年には6気筒2,867ccの「シトロエン15CV-SIX」が発売された。これらは基本構造の多くが共通である。

### 7CV,11CVと外観変化
トラクシオン・アバンの基本メカニズムである前輪駆動など新機構が理論上理想的であったのは確かであったが、実際には改良すべき点は多く、最初の7Aが顧客の手に渡ってからも、ユニバーサル・ジョイント、ギヤ・ボックス、リヤ・サスペンション等に種々の弱点をさらけ出したという。試作車をテスト不足のまま量産して顧客に販売したようなもので、このため当初は不評も買った。
これらの評判を打ち消すために、車を崖の上から落下させて、破損の少なさでモノコックボディーの強度の高さを実証してみせるなどのデモンストレーションが図られている。

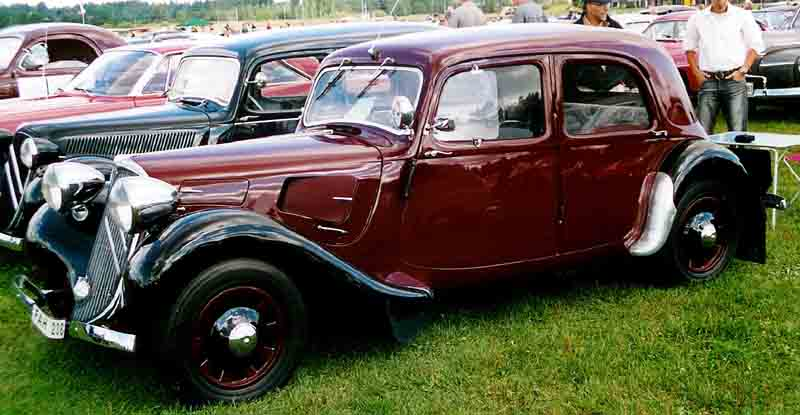
11BLスポール（1939年）

- 1934年5月にデビューした7Aのエンジンはボア×ストロークφ72mm×80mmの1,303ccであったが、すぐに7Bでφ78mm×80mmの1,528cc、7Cでφ72mm×100mmの1,628cc、さらに7Sでφ78mm×100mmの1,901ccと、次々に拡大した。7S型エンジンは後継モデルであるID/DSにもヘッドのクロスフロー化改良で流用されたものが1966年まで、また1935年発売でロングセラーとなった後輪駆動小型トラックのタイプ23にはターンフローヘッドの原形のまま1968年の生産終了まで使用された長寿命エンジンであった。設計はモーリス・サンチュラにより、何れもOHV直列4気筒・3ベアリング型である。
- 7Sは11ALになり7Cとともにパリ・サロンに発表された。いずれもberline,roadster,fau-cabriolet(coupe),11にはfamilialeがあった。

発表時の外観はエンジンルームの換気用ボンネットフラップは前後とも後方開きで、トランクリッドは無く、内側から荷物を出し入れしたので、ナンバープレートはリヤバンパー上の中央にあり、「ダブルシェブロン」はクロームグリルの後方にある。
- 1936年1月には、換気用フラップは前側が前方に開くように、また車外からアクセスできるトランクリッドが作られたのでナンバープレートは左リアフェンダー後方に移動した。フロントグリルは塗装されたので「ダブルシェブロン」は前に出された。同年5月からステアリング機構は、従来のウォーム・アンド・ローラー式に替えて、ラック・アンド・ピニオン式に変更された。
- 1937年1月、大きな変化は無いが、名称は 11BL（レジェ）と 11B（ノルマル）になった。車種はベルリーヌ、ロードスター、クーペ、ファミリアール、リムジンがあった。
- 1938年、ピロトホイールが付き、11C コメルシアルが「商用車」として加わったが、重量配分による駆動力制約を伴う前輪駆動が短所となり「シトロエン・ロザリー:AU11」（Citroën Rosalie ）等の在来型後輪駆動車が同時生産されていた。この結果、前輪駆動のままでドライブトレーン配置に変更を加えて駆動力を確保したキャブオーバー型のHトラックの開発が促されることになった。
- 1939年、7Cは10%経済版のECOが、11BLには高速モデルPerfoが加わり最高速度は120km/hになった。
- 1941年の製造中止後、11B系は1945年に製造再開したが、塗装は黒一色、従来クロームメッキを用いていたヘッドライト周りのパーツも塗装化されるなど資材不足対策が顕著であった。また戦後は軽量・経済性へのニーズから、ショートホイールベースで軽量なレジェ（11BL）が、本来通常型とされていたノルマル（11B）よりも常に販売台数を上回った。
- 1952年、リアのトランク部分をボックス状に突出させてトランク容量を増やすマイナーチェンジを行い、戦後開発の競合車種への対抗措置を図った。

### カブリオレとクーペ

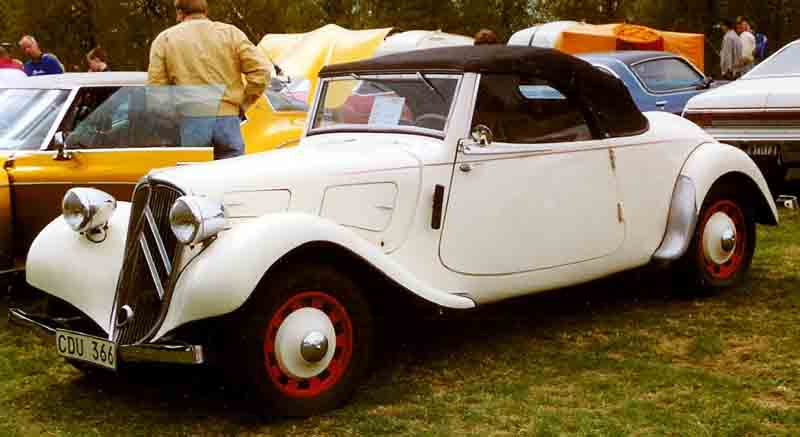
11Bカブリオレ（1939年）

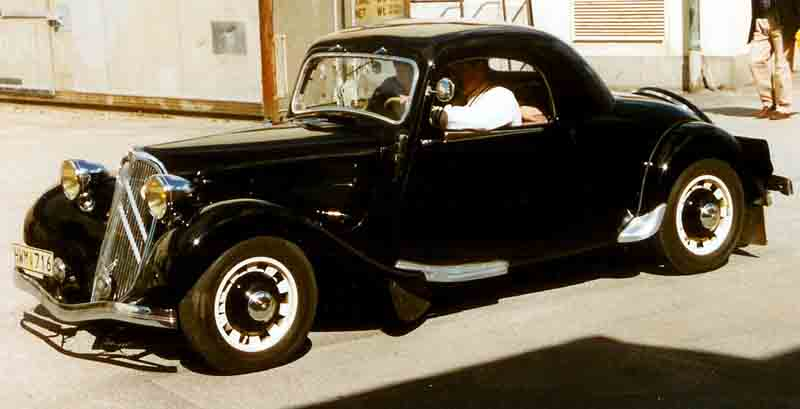
7Cクーペ（1937年）

1934年初め、ルフェーブルとスタイリストのP.ダニノ（P.Daninos ）をリーダーとして、7Aをベースとしたカブリオレとクーペを製作する計画が始められた。
- 1934年6月、最初のネイビーブルーの7Aモデルはマダム・シトロエンに供された。そして1934年7月8日ブローニュの森でのコンクール・デレガンスに7Sクーペが出品され、7Bのコンクール・デレガンス・シリーズがカタログモデルになった。7B、11BLは2/4座で、これより大きいノルマルボディーの11Bは3/5座である。後部のトランク状の部分を開くと+2座シートが現れる。

- 1934年7月から1938年までの総生産台数は、恐らく5,100台には達していないと思われる。一番生産台数の多い1938年、ロードスターが961台、クーペが139台であった。今日ではクーペは「コレクターズ・アイテム」であり、1980年代初頭時点で86台が残存することが確認されている(JAVEL : No.2.1981)。

### 22CVの開発とその中止
トラクシオン・アバン:7CV、11CVの諸問題が解決された後、より強力でより速い、しかも贅沢な前輪駆動モデルの製作が計画された。
エンジンは当初、11CVの1,911ccを2つ合わせたV型8気筒が試作されたが成功しなかった。そこでフォードV8を急遽輸入搭載した22CVであったが、1934年のパリ・サロン用の展示モデルの域を出なかった。スタイルは楕円変形ライトによりボンネットとフェンダーとの間を連続させた「より空力学特性に優れた」もので、展示されたモデルはベルリーヌ、ファミリアール、カブリオレ、クーペであった。
その後も試作は行われた模様であるが量産には至らず、1937年に経費不足から開発中止されるまで、実際の生産台数をはじめ「テスト走行」でどの程度の開発段階にまで達していたかは不明である。

### 15CV-SIXの登場

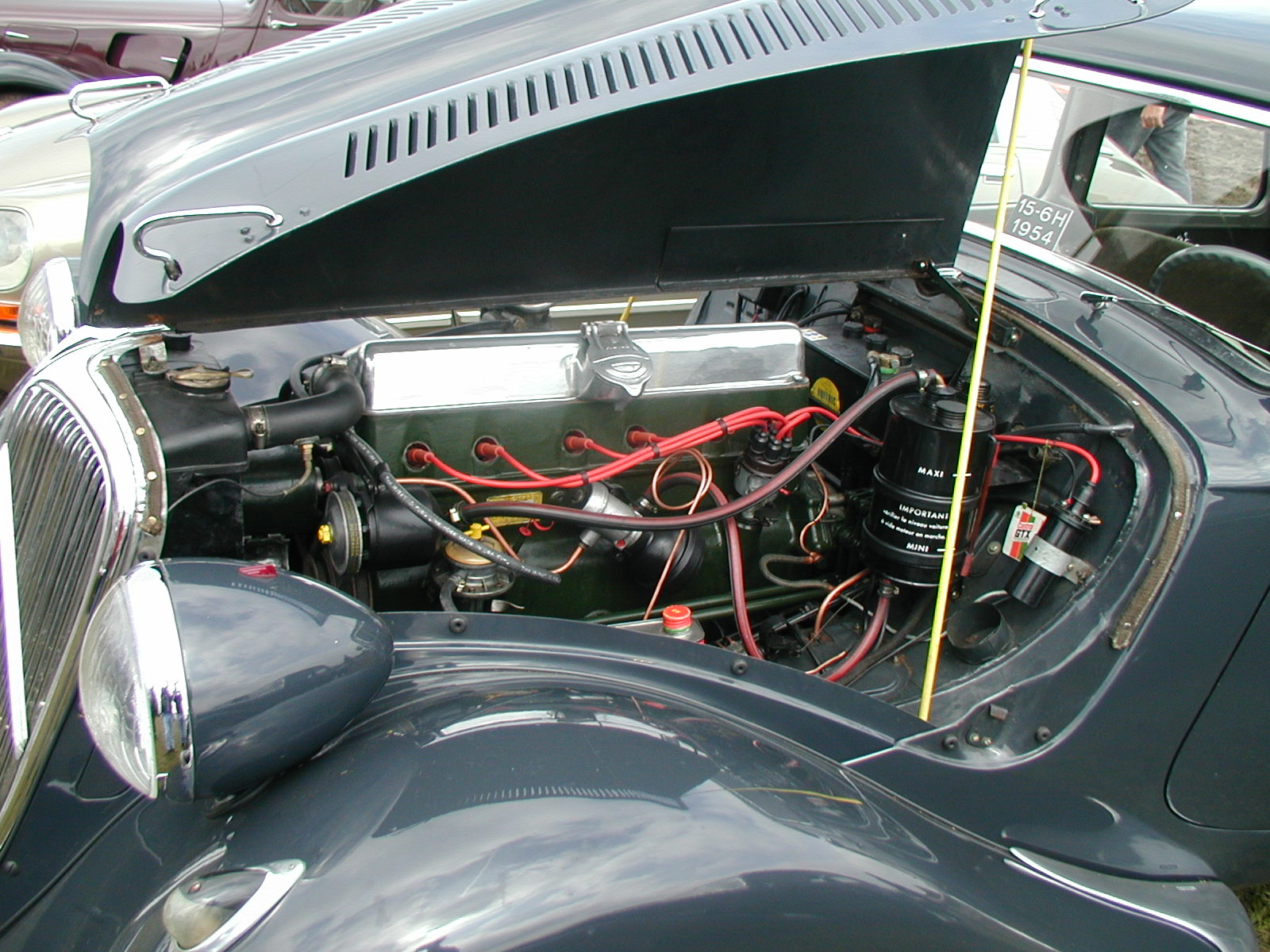
15Sixの直列6気筒エンジン

シトロエンの経営を引き継いだミシュランがV8・22CVに代わって新たに開発を企画したのは、3L以下の6気筒モデルであった。
1938年のパリサロンに現れた「15CV-SIX(シス)」は2,867cc、77HPエンジンを載せたグランドツアラーであった。11CVのボディー前方を延長して長い6気筒エンジンを載せたもので、22CVよりは手っ取り早い大型モデルの開発であった。エンジンは同様に1,911ccの4気筒に2気筒を追加し、直列6気筒とした堅実なものである。
最高速度130km/h、優れたロードホールディングを持つ車で、シトロエンでは「オートルートの女王」と宣伝した。
もっともホイールベースは3,090mm、全長4,760mmの車の前方に重いフロントアクスルの過大な重量のために、ステアリングは非常に重く、大きな回転半径など問題点の多いものとなった。そのためジョイントやドライブシャフトの強化をしたが、耐久性は当初低かった。エンジンマウントも3点式ゴムマウント支持に改善したが、高速巡航時のエンジン音は「ワーグナーのワルキューレの騎行」と評された。
ボディーはベルリーヌとファミリアールであったが、5台のカブリオレが1939年に特注されたが、最初の2台はシトロエン経営者であるミシュラン家向けであった。
1946年から1955年まで15CVはフランス国家の公用車であり、大統領用の公用車にも用いられた。当時は戦前のようなフランス製大型高級車がほとんど生産されなくなっており、量産されている大排気量車の上限がシトロエン・15CVであったためである。

### 型式名: 15G、15D、15H
- 15G:1939 - 1947年。

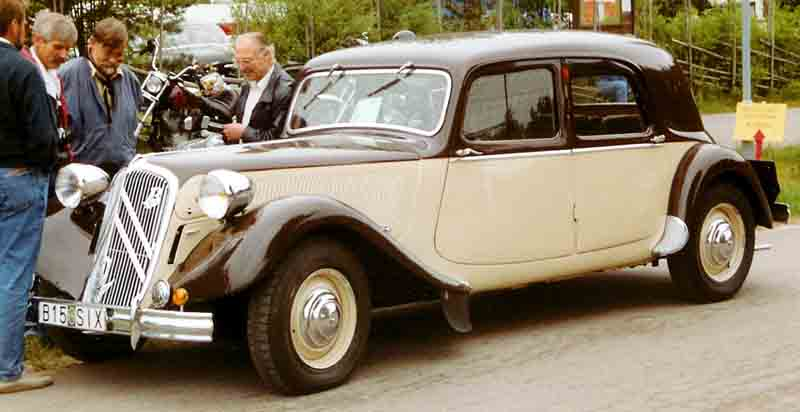
15Sixベルリーヌノルマル

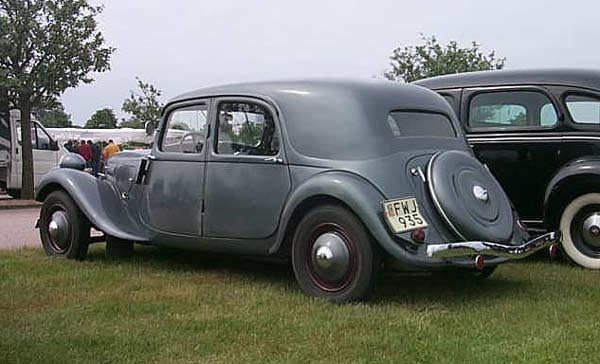
15

15Gはギアボックスデザインの関係から「エンジンは逆回転」( Gauche,anti-clock-wise ) であった。
- 15D:1948 - 1955年。

1947年から新しいギヤ・ボックスが採用されてエンジンは普通の「右方向回転」( Droite,clock-wise )になった。
- 15H:1954 - 1955年。

リア・サスペンションにのみハイドロニューマチック・サスペンションが採用されたが、「ノルマル」のみであった。外観的には「完成されていた」ように見えるが、ハイドロニューマチックの細部は未だ調整段階にあり、ダンパー・バルブ等が均一動作せず、作動油はロッキードのブレーキフルード（ひまし油）であったことからも、1955年に発表されたDSのテスト・ベンチというべきものであった。

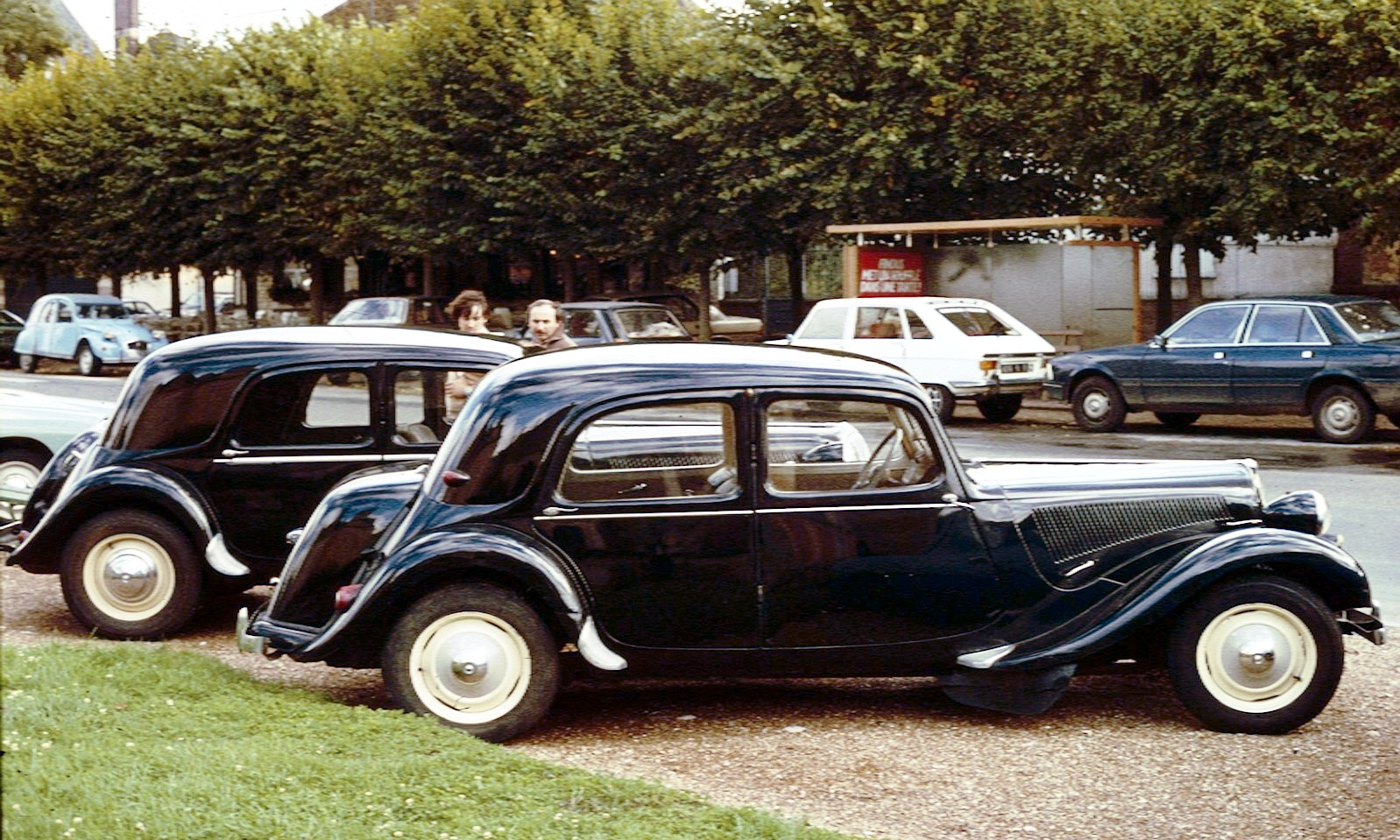
1952年にトランクが拡大された（手前）
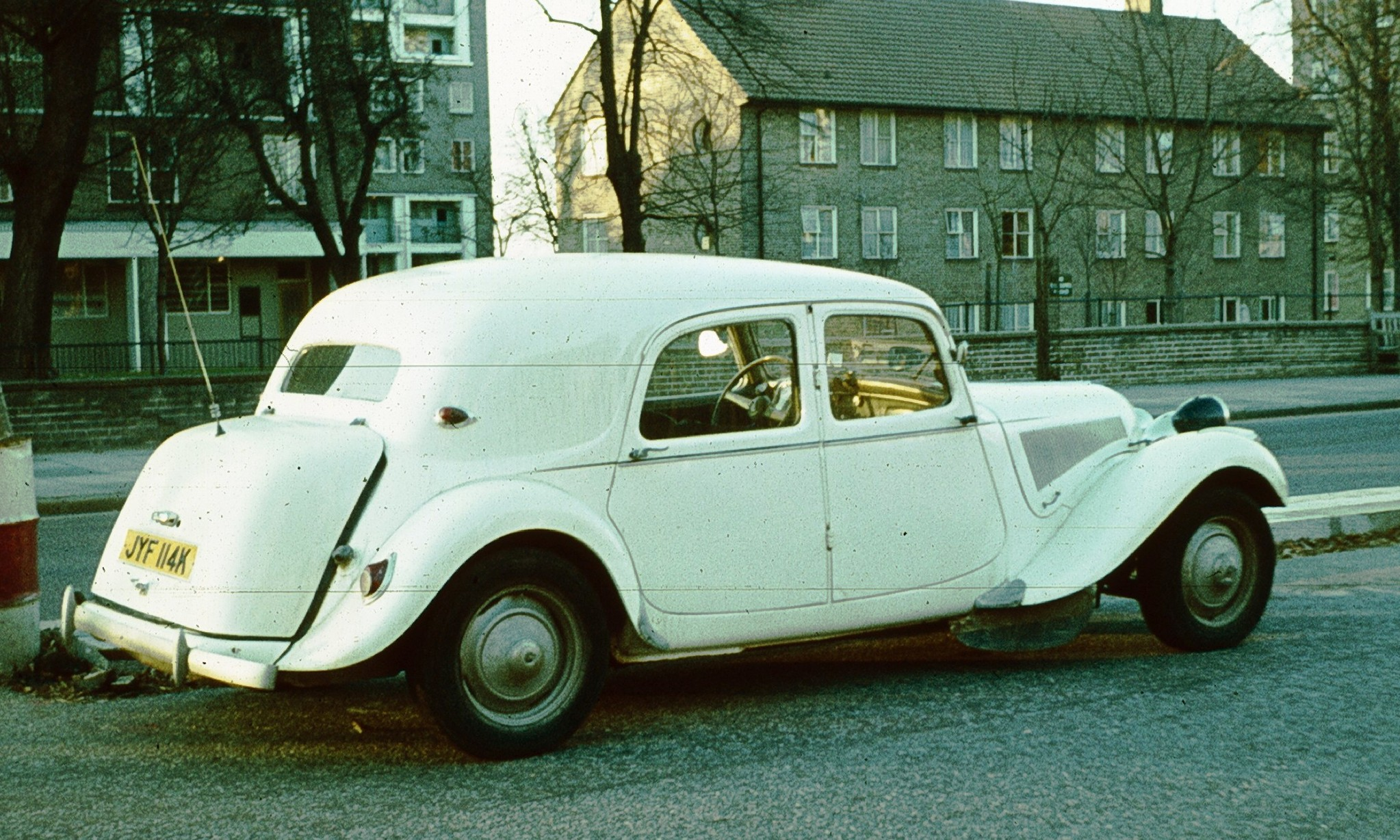
末期モデル
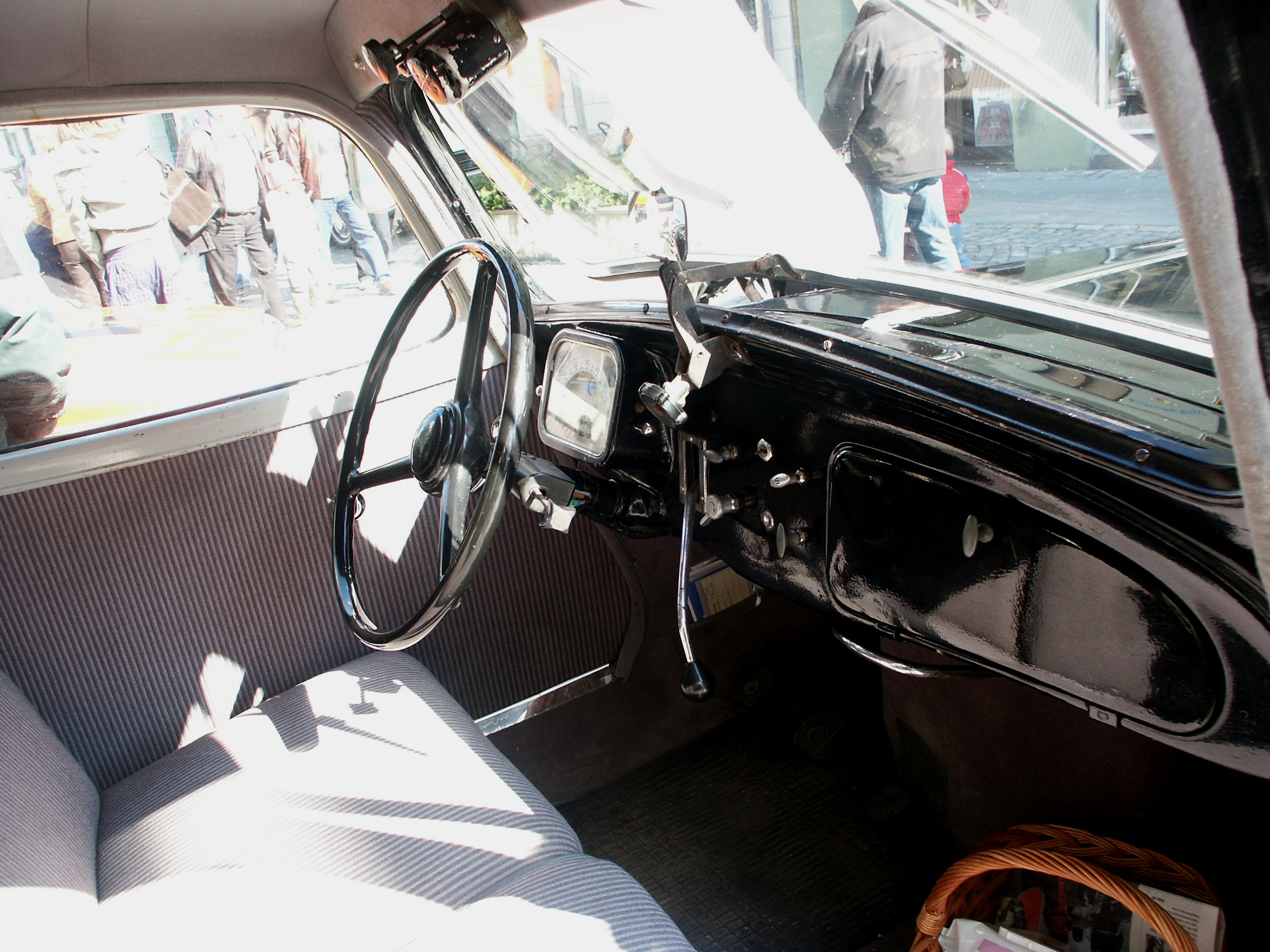
インパネシフトや開閉式フロントウインドシールドの様子

## 記録樹立・軍用徴用

### 年間40万km走行
リヨン近郊のロシュタイエでホテルを経営していたフランソワ・レコ（François Lecot 、1878年 - 1959年）は、1935年-36年にかけての1年間で、トラクシオン・アバンによる年間40万kmの走行記録を達成した。
レコは若い頃から熱心なアマチュアレーサーでもあり、一時はブガッティのディーラーを経営した経験もあったが、得意としたのは実用車を駆っての耐久走行であった。1929年に輸入車ディーラーからの依頼でフォード・モデルAのフランスでの公道耐久テストドライブを引き受け、翌1930年8-11月には低価格車の新興メーカー・ローザンガールの依頼で、ローザンガール5CV・LR2車で1日900kmを111日間、累計10万kmの公道耐久ドライブを達成した。1932年には再度、改良型のローザンガールLR4で同様な耐久ドライブを行っている。
レコは1934年、発売されて間もないシトロエン・トラクシオン・アバン7Cで仲間とともにパリ - モスクワ間往復5,400kmのドライブを敢行し、トラクシオン・アバンにいたく信頼を置くようになった。そこで彼は、7Sの改良型である11ALで年間走行距離レコードを樹立することを決意し、シトロエンに協力を要請したが、既に経営破綻を迎えていたシトロエン社からは断られた。レコはやむなく市販の11ALを自費購入して記録に挑戦した（シトロエン社のオーナーになっていたミシュランと交渉し、同社の本業であるタイヤの提供は受けることができた）。11ALは記録走行対策として、給油回数を減らすため65リッターの増加燃料タンク搭載、ヘッドライトの増設、ホーンの強化などを実施したが、基本性能面での特別な改造は施しておらず、記録走行期間中も消耗品の交換など一般的整備を受けただけであった。
リヨンを発着点に、パリ-リヨン-モナコのルート（延長1,170km）を選んだレコは、1935年7月22日から1年間、上記ルートを2日で全往復する過酷な計画を実行した。記録公認のため、フランス自動車クラブ（ACF）からのべ8人の立会人が出された。
レコと11ALの基本的な行程は、早朝3時30分にリヨン近郊ロシュタイエの自身のホテルを出発、昼前にACF本部のあるパリ・コンコルド広場へ到着すると30分以内に折り返し、夜にはロシュタイエに帰着。翌日はやはり3時30分発で、昼前にチェックポイントであるモナコのカジノに到着、モナコからまた折り返して夜にはロシュタイエに戻るパターンを繰り返すもので、レコの睡眠時間は夜の到着後、翌朝3時までの間の4～5時間に過ぎなかったという。酷使され続けた11ALは、レコの就寝中に専属メカニック2名が夜通し整備した。
この間、記録ルート上の国道を往来するトラックドライバーたちの間では、決まった時間帯、決まった一帯で頻繁に遭遇するナンバープレート「3057-RJ7」の1台のシトロエンの存在が話題になった。やがてその真意に気づいたドライバーたちは、シトロエン11ALが後方から高速で現れると、すぐに先を譲るようになったという。100～110km/h程度のトップスピードが可能であった11ALは、記録挑戦に際して原則90km/h以上を出さないように図られていたが、後年に比べ道路事情の悪かった当時は、それでも非常なハイペースのドライブであった。
10ヶ月目の1936年5月、記録車11ALはトラックとの接触事故でフロントを大きく破損したが、レコは記録達成続行を希望し、メカニックらの奮闘で75時間後には修復完了、記録走行が再開された。こうしてスタートから370日となった1936年7月26日に走行記録ドライブを終了。ACFによって公認対象とされた363日間（途中7日間はACFの認定から外された）で最終的に40万134kmの耐久走破記録を達成した。1日あたり1,102kmを走行した計算になる。
レコが単独ドライバーとして公道で打ち立てた年間走行距離記録は、のち、フランスのレーシングドライバーであるフィリップ・クーセノン(Philippe Couesnon)が、プジョー・607のディーゼルモデルに乗り、2002年4月22日までの355日間に走行時間4,888時間で50万kmを走破した（平均速度104km/h）ことで破られた。だが、65年間の技術と道路事情の進歩向上を加味してもクーセノンの記録更新がレコの25%増に留まったことは、レコの忍耐力とトラクシオン・アバンの高いポテンシャルを如実に示すものであろう。
レコの事例に限らず、性能記録達成に熱心であったアンドレ・シトロエン時代末期と異なり、経営破綻後のシトロエン社はレースやラリーなどには概して冷淡で、長くワークスチームを組むようなことはなかった。それでもトラクシオン・アバンは、ロードホールディング性能の高さや卓越した長距離巡航能力を評価され、少なからぬプライベートドライバーの手でラリーフィールドに参戦して好成績を残している。

### ドイツ軍への徴用
第二次世界大戦で、ドイツ軍は接収したトラクシオン・アバンの性能の高さに注目し、独ソ戦、北アフリカ戦線、西部戦線で使用した。軍用車塗装と灯火管制用ライトカバー装備を施された少なからぬ11CVが、ドイツ軍のスタッフカーとして利用された。またドイツ軍のフランス占領地におけるゲシュタポなどの官憲でも多用されたという。